# Horst Hoffmeyer
Horst Hoffmeyer (* 29. Mai 1903 in Posen; † 11. September 1944 in Craiova) war ein deutscher SS-Funktionär, zuletzt im Rang eines SS-Brigadeführers und Generalmajors der Polizei.

## Leben
Hoffmeyer, von Beruf Bankkaufmann, trat 1927 der SA und zum 1. Mai 1937 der NSDAP bei (Mitgliedsnummer 5.480.793). Von der SA wechselte er 1939 zur SS (SS-Nummer 314.948). Er gehörte dem Sicherheitsdienst des Reichsführers SS (SD) an.
Hoffmeyer war von 1938 bis 1941 Geschäftsführer des Bundes deutscher Osten und ab 1938 zugleich beim Hauptamt Volksdeutsche Mittelstelle (VoMi) tätig, wo er Leiter des Amts „Sicherung deutschen Volkstums in den neuen Ostgebieten“ wurde. Nach Beginn des Zweiten Weltkrieges war er im Zuge der Losung „Heim ins Reich“ teils als Hauptvollbemächtigter an der Umsiedlung von Volksdeutschen u. a. aus dem deutsch besetzten Polen, nach Verträgen mit den baltischen Staaten bzw. der Sowjetunion aus dem Baltikum (Baltendeutsche) und Rumänien (Bessarabiendeutsche, Dobrudschadeutsche und Bukowinadeutsche), beteiligt.
Nach dem Überfall auf die Sowjetunion leitete Hoffmeyer ab Juli 1941 das Sonderkommando R (Russland), dem Experten der VoMi und des SD angehörten. Aufgabe des in Transnistrien, der Zentralukraine und auf der Krim operierenden und aus drei Einsatzgruppen bestehenden Sonderkommandos R war neben der Erfassung und Betreuung auch die Umsiedlung Volksdeutscher. Das Sonderkommando R wurde 1942 um Mitarbeiter vom Reichskommissar für die Festigung deutschen Volkstums (RKF), dem Rasse- und Siedlungshauptamt (RuSHA) und SS-Wirtschafts- und Verwaltungshauptamt (WVHA) erweitert. Nach einer 1943 erfolgten Reorganisation des Sonderkommandos R ging daraus die ebenfalls von Hoffmeyer geleitete Volksdeutsche Leitstelle hervor. Dem Sonderkommando R unterstand der aus 7000 Männern bestehende paramilitärische „Volksdeutsche Selbstschutz“, der in den Ortschaften nach Juden, Kommunisten und Partisanen fahndete und nach Gefangennahmen Erschießungen vornahm.
Bei der SS stieg Hoffmeyer im Oktober 1941 zum SS-Oberführer auf und erreichte im November 1943 den Rang eines Brigadeführers. Er wurde zudem 1942 zum Generalmajor der Polizei ernannt.
Zuletzt war er in Odessa, Kiew und Bukarest tätig. Nach dem Sturz Antonescus und dem Frontwechsel Rumäniens führte er eine Kampfgruppe, deren Leitung er bald darauf dem Generalleutnant der Wehrmacht Alfred Gerstenberg übergab. Hoffmeyer beging in Gefangenschaft gemeinsam mit seinem Mitarbeiter Erwin Müller am 11. September 1944 in Craiova Suizid.